# Andrea Nahles

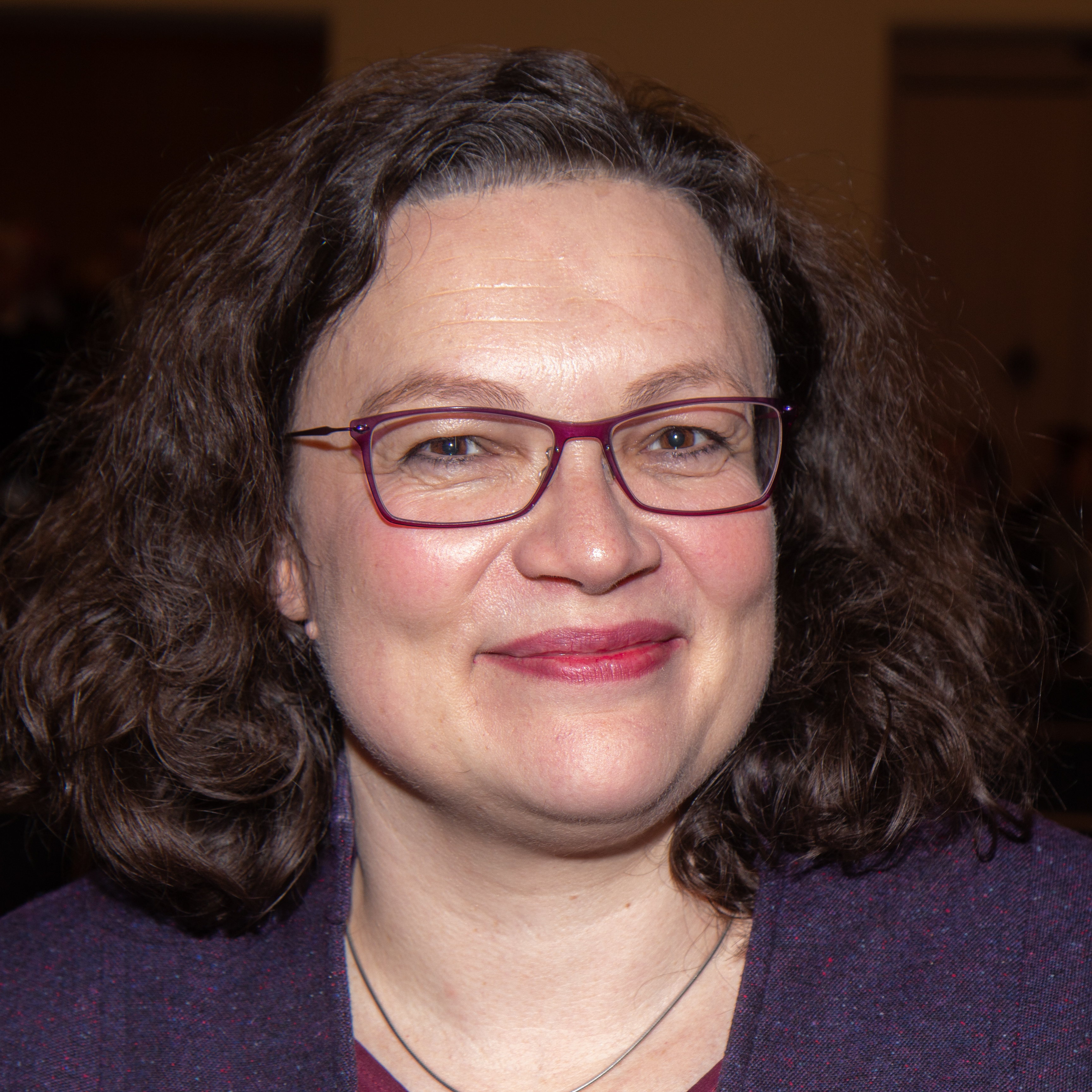
Andrea Nahles (2019)

Andrea Maria Nahles (* 20. Juni 1970 in Mendig) ist eine ehemalige deutsche Politikerin (SPD) und seit dem 1. August 2022 Vorstandsvorsitzende der Bundesagentur für Arbeit.
Sie war von April 2018 bis Juni 2019 die bis dato letzte alleinige SPD-Parteivorsitzende und von September 2017 bis Juni 2019 Vorsitzende der SPD-Bundestagsfraktion, jeweils als erste Frau in diesen Funktionen. Zuvor war sie von Dezember 2013 bis September 2017 Bundesministerin für Arbeit und Soziales und von November 2009 bis Dezember 2013 SPD-Generalsekretärin. Von Oktober 1998 bis Oktober 2002 sowie von Oktober 2005 bis Oktober 2019 war sie Mitglied des Deutschen Bundestages und von September 1995 bis Mai 1999 Bundesvorsitzende der Jusos.

## Herkunft, Studium und Privates
Andrea Nahles und ihr jüngerer Bruder wuchsen als Kinder des Maurermeisters Alfred Nahles (1941–2014) und seiner Frau Gertrud (geb. Gondert) in einer katholisch geprägten Familie in Weiler (bei Mayen) in der Vulkaneifel auf. In Weiler besuchte Nahles bis 1980 die Grundschule. In Mayen war sie von 1980 bis 1986 Realschülerin an der heutigen Albert-Schweitzer-Realschule plus. Am Megina-Gymnasium Mayen erlangte Nahles 1989 die allgemeine Hochschulreife, in der Abiturzeitung gab sie als Berufswunsch „Hausfrau oder Bundeskanzlerin“ an.
Ein im Jahr 1989 begonnenes Studium der neueren und älteren Germanistik sowie der Politikwissenschaft an der Rheinischen Friedrich-Wilhelms-Universität Bonn schloss Nahles 1999 als Magistra Artium ab. Ihre Magisterarbeit mit dem Titel Die Funktion von Katastrophen im Serien-Liebesroman reichte sie bei Jürgen Fohrmann ein. Während ihres Studiums war sie Mitarbeiterin eines Bundestagsabgeordneten. Von 2002 bis 2003 leitete sie gemeinsam mit Michael Guggemos das Hauptstadtbüro der IG Metall. 2004 begann sie mit einem Stipendium eine Promotion an der Rheinischen Friedrich-Wilhelms-Universität Bonn zum Thema Funktionsweisen identifikatorischer Lektüre am Beispiel des historischen Romans. Mit ihrem Wiedereinzug in den Bundestag 2005 stellte sie die Arbeit an ihrer Promotion ein.
Nahles bewohnt in Weiler einen Bauernhof, auf dem schon ihre Urgroßeltern lebten. Sie ist praktizierende Katholikin und gibt ihren Glauben als Grund für ihr politisches Engagement an. Seit ihrer Taufe 1970 ist sie Mitglied der Pfarrei St. Kastor in Weiler und war dort in ihrer Kindheit eine der ersten Messdienerinnen. 2009 veröffentlichte sie ihre Biografie mit dem Titel Frau, gläubig, links. Was mir wichtig ist. Wegen eines Hüftleidens nach einer 1986 beim Weitsprung erlittenen Hüftverletzung ist sie schwerbehindert (GdB 50). Von 1997 bis 2007 war Andrea Nahles mit dem Gewerkschaftsfunktionär und damaligen Vorstandsmitglied (ThyssenKrupp Elevator, Audi und Volkswagen AG) Horst Neumann liiert. Am 18. Juni 2010 heiratete sie den Kunsthistoriker Marcus Frings. 2011 brachte sie eine Tochter zur Welt und nahm acht Wochen nach der Geburt ihre Berufstätigkeit wieder auf. Am 15. Januar 2016 teilte das Ehepaar Nahles/Frings der Öffentlichkeit seine Trennung mit.

## Politische Laufbahn
Nahles trat 1988 in die SPD ein und war 1989 Mitbegründerin des Ortsvereins Weiler. Von 1997 bis 2013 sowie von 2018 bis 2019 war sie Mitglied des SPD-Parteivorstands und gehört von 2003 bis 2013 sowie von 2018 bis 2019 dem SPD-Präsidium an. 2004 leitete sie die Projektgruppe Bürgerversicherung des SPD-Parteivorstands. 2000 wurde sie Gründungsvorsitzende des Forums Demokratische Linke 21, das als ein Zusammenschluss von SPD-Linken an die Stelle des Frankfurter Kreises trat. Den Vorsitz übergab sie am 15. Februar 2008 an Björn Böhning. Im Juli 2014 trat sie wegen der Kritik an den Ausnahmeregelungen des Mindestlohns aus dem Forum Demokratische Linke 21 aus. Bei den Diskussionen zur Agenda 2010 wurde sie zu den führenden parteiinternen Kritikern dieser Politik von Gerhard Schröder gezählt.

### Engagement bei den Jusos (1988 bis 1999)
Von 1993 bis 1995 war Nahles Landesvorsitzende der Jusos Rheinland-Pfalz. 1995 wurde sie als Nachfolgerin von Thomas Westphal zur Bundesvorsitzenden der Jusos gewählt und hatte bis 1999 den Vorsitz inne. „Die neue Juso-Chefin, die gern auch auf ihre frauenpolitische Arbeit verweist, legt Wert auf die Feststellung, dass sie keinem der beiden großen Lager – Stamokap und Reformsozialisten – innerhalb der Jusos angehört. Sie wurde mit den Stimmen der traditionalistischen Linken gewählt“, schrieb die taz 1995. Der damalige SPD-Vorsitzende Oskar Lafontaine nannte Nahles in ihrer Zeit als Bundesvorsitzende der Jusos ein „Gottesgeschenk an die SPD“.

### SPD-Kreistagsmitglied (1999 bis 2009)
Zwischen 1999 und 2009 war Nahles Vorsitzende des SPD-Kreisverbandes Mayen-Koblenz und gehörte dem Kreistag des Landkreises Mayen-Koblenz an.

### SPD-Bundestagsabgeordnete (1998 bis 2002 und 2005 bis 2019)
Nahles war erstmals von 1998 bis 2002 und erneut von 2005 bis 2019 Mitglied des Deutschen Bundestages. Dort war sie von 1998 bis 2002 sowie von 2005 bis 2007 stellvertretende Sprecherin der Fraktionsarbeitsgruppe Arbeit und Sozialordnung bzw. Arbeit und Soziales und von 2007 bis 2009 deren Sprecherin. Von 2008 bis 2009 gehörte sie auch dem Vorstand der SPD-Bundestagsfraktion an. Nahles zog stets über die Landesliste Rheinland-Pfalz in den Bundestag ein. Im Wahlkreis Ahrweiler unterlag sie stets dem CDU-Kandidaten. 2006 wurde Angela Marquardt ihre Mitarbeiterin. Ihre Mitgliedschaft in der Parlamentarischen Linken ruhte ab Januar 2018. Außerdem war sie Mitglied des 2004 von ihr mitgegründeten Arbeitskreises Denkfabrik in der SPD-Bundestagsfraktion, eines Zusammenschlusses von überwiegend jüngeren linken SPD-Abgeordneten.

### SPD-Generalsekretärin (2009 bis 2013)

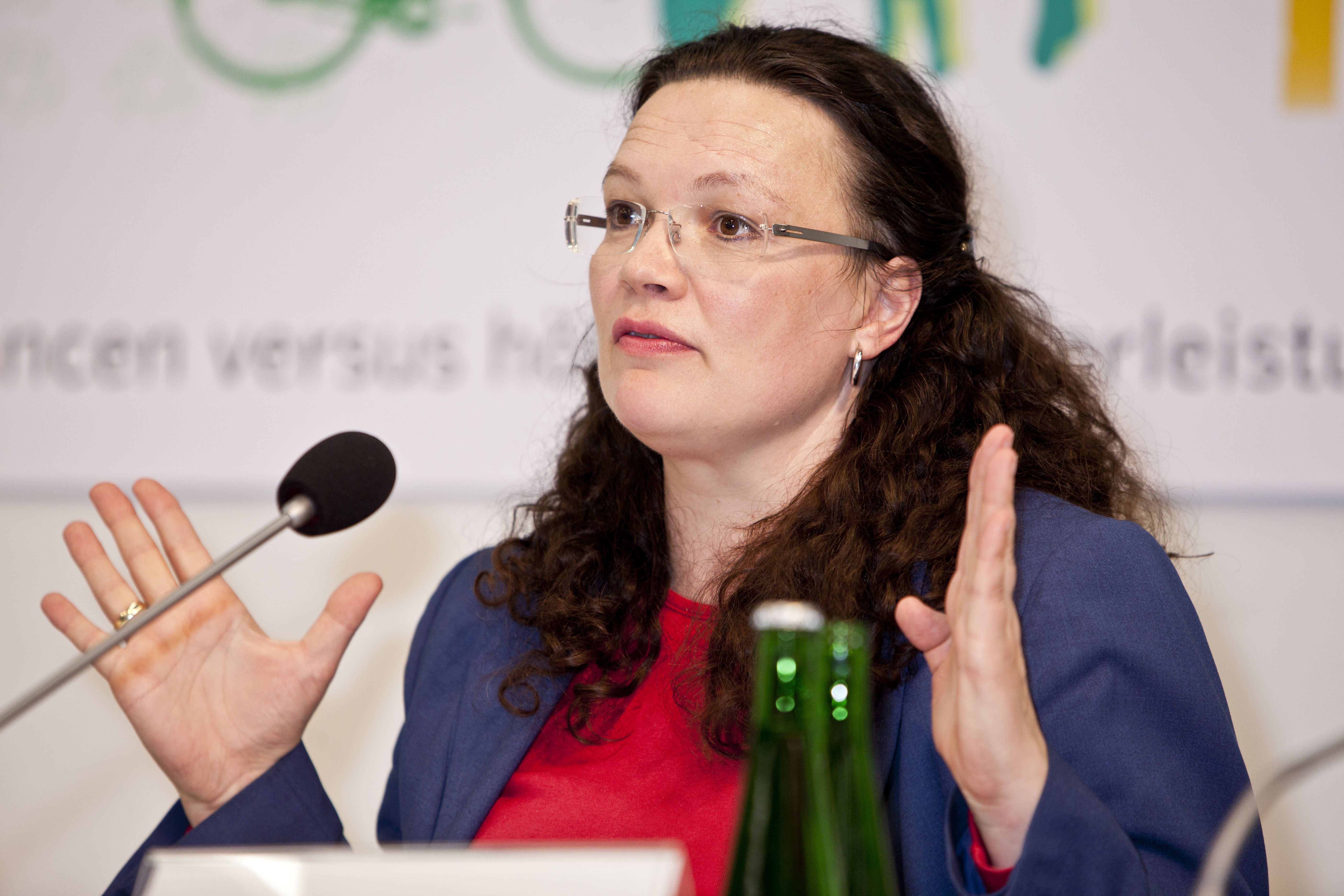
Nahles (2011)

Am 31. Oktober 2005 setzte sich Nahles im Parteivorstand in einer Kampfabstimmung um die Nominierung zur Generalsekretärin mit 23 zu 14 Stimmen gegen Kajo Wasserhövel durch, der vom damaligen Parteivorsitzenden Franz Müntefering vorgeschlagen worden war. Deswegen kandidierte Müntefering nicht mehr für den Parteivorsitz. Nahles wurde von Teilen der SPD heftig kritisiert; sie verzichtete schließlich auf die Kandidatur zur Generalsekretärin und lehnte auch das Amt der stellvertretenden Parteivorsitzenden ab, für das Matthias Platzeck sie vorgeschlagen hatte.
Im Mai 2007 wurde Nahles gemeinsam mit Peer Steinbrück und Frank-Walter Steinmeier vom SPD-Parteivorstand für das Amt der stellvertretenden Parteivorsitzenden nominiert und am 26. Oktober 2007 von 74,8 % der Parteitagsdelegierten in dieses Amt gewählt. Am 30. Juli 2009 nahm der Kanzlerkandidat der SPD, Frank-Walter Steinmeier, Nahles in sein Schattenkabinett für die Bundestagswahl 2009 auf und übertrug ihr die Zuständigkeitsbereiche Bildung und Integration. Nach der von der SPD verlorenen Bundestagswahl übernahm sie von Hubertus Heil das Amt der SPD-Generalsekretärin. Sie wurde am 13. November 2009 mit 69,6 % der Delegiertenstimmen in dieses Amt gewählt. 2011 wurde sie mit 73,2 % der Stimmen wiedergewählt und 2013 mit 67,2 % der Stimmen. Nachdem Nahles Ende 2013 zur Bundesministerin für Arbeit und Soziales berufen worden war, wurde Yasmin Fahimi auf einem Sonderparteitag am 26. Januar 2014 mit 88,5 % der Stimmen zu ihrer Nachfolgerin als Generalsekretärin gewählt.

### Bundesministerin für Arbeit und Soziales (2013 bis 2017)
Vom 17. Dezember 2013 bis 28. September 2017 war Nahles Bundesministerin für Arbeit und Soziales im Kabinett Merkel III. Unter ihrer Verantwortung wurde am 1. Januar 2015 in Deutschland der Gesetzliche Mindestlohn eingeführt. Weiterhin wurde 2014 unter ihrer Zuständigkeit eine Rentenreform beschlossen, mit höheren Leistungen für Mütter („Mütterrente“), einer Rente nach 45 Beitragsjahren („Rente mit 63“) und einer Steigerung der Erwerbsminderungsrente. Auch das Tarifeinheitsgesetz wurde unter ihrer Zuständigkeit erarbeitet und 2015 beschlossen. Entgegen dem geplanten Ziel Tarifkonflikte zu befrieden intensivierte es jedoch das Streiken von Minderheitsgewerkschaften, da diese nun aggressiv um neue Mitglieder werben müssen.

### SPD-Fraktionsvorsitzende (2017 bis 2019)
Nach Parteiangaben wählte die SPD-Fraktion im Bundestag am 27. September 2017 mit 137 von 152 abgegebenen Stimmen Nahles zur neuen Vorsitzenden. 14 Abgeordnete stimmten gegen Nahles, es gab eine Enthaltung. Das entspricht einer Zustimmung von rund 90 %. Während ihrer letzten Kabinettssitzung sagte sie, bezogen auf die Bundesregierung, „ab morgen kriegen sie in die Fresse“. Anschließend wiederholte sie den Satz in der SPD-Fraktionssitzung und gegenüber Journalisten. In einigen Medienkommentaren wurde die Äußerung kritisiert. Andere Kommentatoren verteidigten Nahles und lehnten insbesondere eine Gleichsetzung mit dem Politikstil des AfD-Fraktionsvorsitzenden Alexander Gauland ab. Nahles erklärte am Folgetag, ihre Aussage sei klar als Scherz erkennbar gewesen, und bedauerte nach zwei Tagen, die Aussage ärgere niemanden mehr als sie selbst.

### SPD-Vorsitzende (2018 bis 2019)

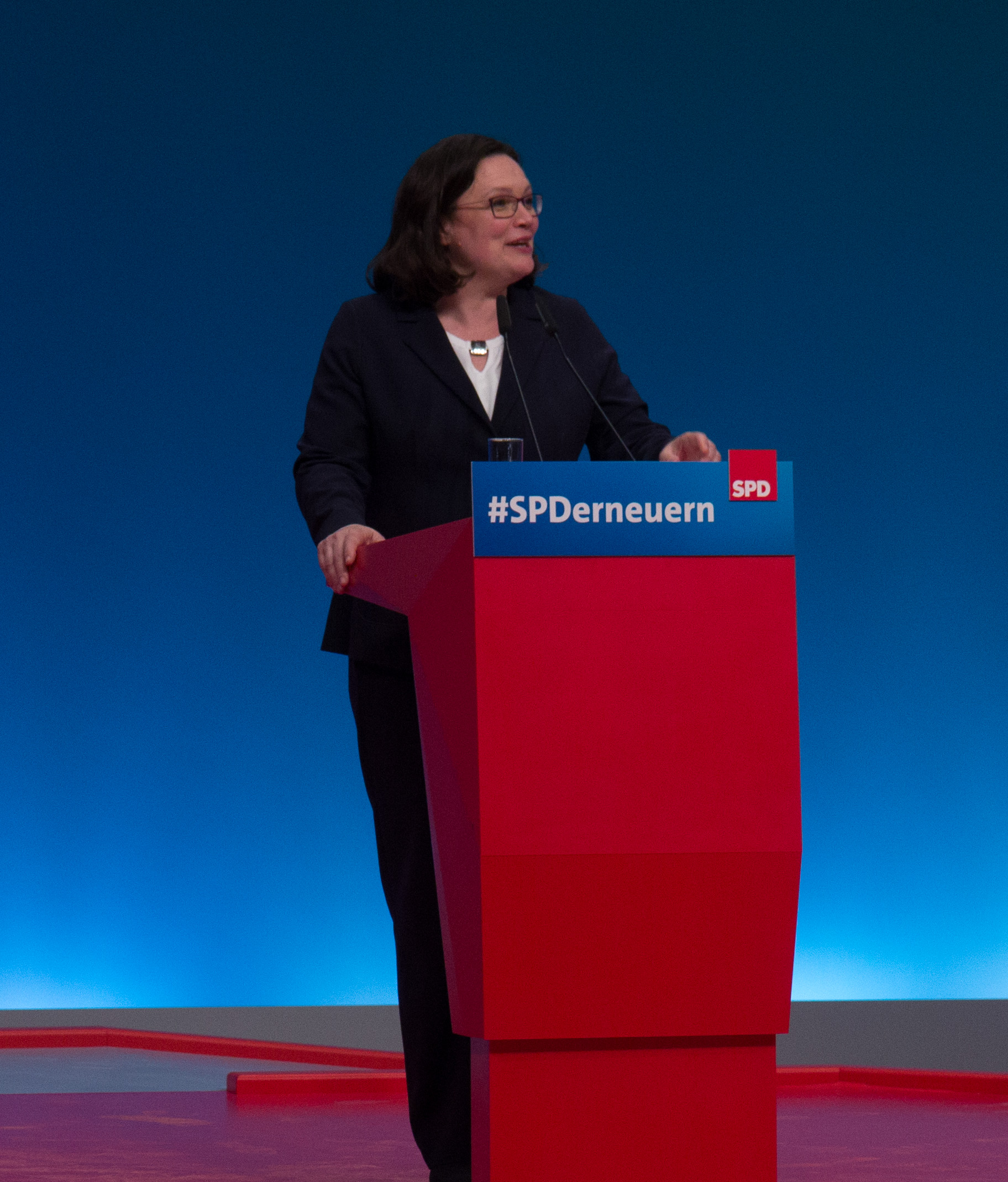
Nahles auf dem Bundesparteitag 2018, der sie zur SPD-Vorsitzenden wählte

Nachdem Martin Schulz am 13. Februar 2018 vom SPD-Vorsitz zurückgetreten war, schlug das SPD-Präsidium Nahles als Nachfolgerin vor. Die Wahl fand am 22. April 2018 auf einem außerordentlichen Bundesparteitag in Wiesbaden statt. Nahles wurde mit 414 Stimmen (66,35 %) gewählt, auf ihre Gegenkandidatin, die Flensburger Oberbürgermeisterin Simone Lange, entfielen mit 172 Stimmen 27,6 %. Nahles erhielt damit das drittschlechteste Ergebnis in der Geschichte einer SPD-Vorsitzendenwahl. Oskar Lafontaine erzielte bei der zuvor einzigen Wahl mit mehreren Kandidaten im Jahr 1995 mit 62,6 % der Delegiertenstimmen ein schlechteres Ergebnis, Lars Klingbeil erhielt beim SPD-Bundesparteitag im Juni 2025 ohne Gegenkandidat 64,9 % der Delegiertenstimmen.
Nahles war die erste Frau in diesem Amt.

### Rückzug aus der Politik (2019)
Nach dem verstärkten Druck auf sie aufgrund des historisch schlechten Ergebnisses der SPD bei der Europawahl 2019 gab Nahles am 2. Juni 2019 bekannt, dass sie den Partei- und Fraktionsvorsitz sowie ihr Bundestagsmandat aufgeben wolle. Den Rücktritt als Parteivorsitzende vollzog sie tags darauf mit sofortiger Wirkung, den Fraktionsvorsitz gab sie am 4. Juni ab. Am 14. Oktober 2019 kündigte sie an, auch ihr Bundestagsmandat zum 1. November niederzulegen. Für sie rückte Joe Weingarten nach.

### Weitere Berufstätigkeit (seit 2020)
Im Juni 2020 wurde sie zur Präsidentin der Bundesanstalt für Post und Telekommunikation gewählt. Das Amt trat sie am 1. August 2020 an. Im Juli 2020 wurde Nahles Beraterin von Nicolas Schmit, Kommissar für Beschäftigung, Soziales und Integration der Kommission von der Leyen I. In dieser Funktion erstellte sie einen Bericht über die Stärkung des sozialen Dialogs in der EU.
Am 25. Januar 2022 schlugen die Bundesvereinigung der Deutschen Arbeitgeberverbände (BDA) und der Deutsche Gewerkschaftsbund (DGB) Nahles in der Nachfolge Detlef Scheeles (SPD) als neue Vorstandsvorsitzende der Bundesagentur für Arbeit vor. Am 1. August 2022 trat sie dieses Amt an.

## Gesellschaftliche Ämter

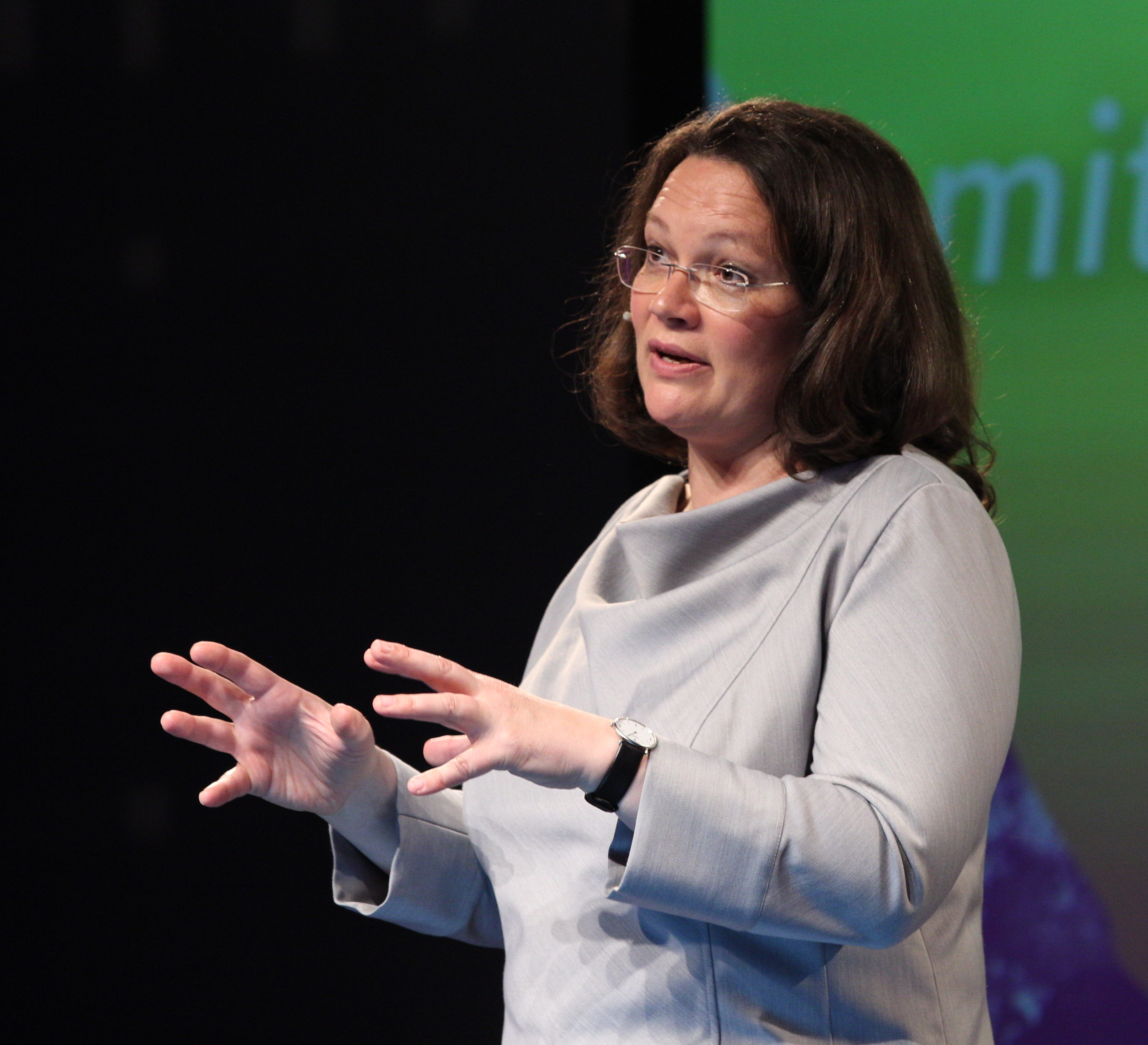
Nahles (2017) auf der re:publica 17

Nahles war von 2000 bis 2004 als Vertreterin der SPD Mitglied im ZDF-Fernsehrat. Sie ist Mitherausgeberin der spw – Zeitschrift für sozialistische Politik und Wirtschaft, nach ihrer Wahl zur Parteivorsitzenden auch der Neuen Gesellschaft/Frankfurter Hefte. Seit 2004 ist Nahles Vorsitzende des Fördervereins Willy-Brandt-Zentrum Jerusalem sowie Vorsitzende des Beirats der Parteischule im Willy-Brandt-Haus. Außerdem ist sie Mitglied von Attac, Eurosolar, der IG Metall, der Katholischen Frauengemeinschaft Deutschlands und des Zentralkomitees der deutschen Katholiken.
Als GoVolunteer-Botschafterin für Vielfalt und Toleranz setzt sich Nahles für kulturelle Vielfalt und ehrenamtliches Engagement ein.

## Kontroversen
Im August 2013 plante Nahles die Gründung eines Netzwerkes parteinaher Rundfunkkontrolleure und lud deshalb die SPD-Vertreter aus den Rundfunkräten und dem ZDF-Fernsehrat zu Telefonkonferenzen ein. Dies wurde als Versuch, die Arbeit der Kontrolleure des öffentlich-rechtlichen Rundfunks zu beeinflussen, kritisiert.
Im Frühjahr 2015 plante Nahles eine Änderung der Arbeitsstättenverordnung, die Arbeitgeberverbandspräsident Ingo Kramer kritisierte. Sie wurde nicht umgesetzt.
Der von Nahles im April 2016 vorgelegte Gesetzesentwurf zur Änderung des SGB II sah vor, dass Alleinerziehenden, die Hartz IV beziehen, das Sozialgeld für deren Kinder für jeden Tag gestrichen worden wäre, den die Kinder beim anderen Elternteil verbracht hätten. Nach öffentlicher Kritik wurde die Änderung nicht durchgeführt.
Im Jahr 2017 geriet Nahles im Zusammenhang mit dem Einsatz von DRK-Pflegekräften in Kliniken in die Kritik der Gewerkschaft ver.di. Trotz Entscheidungen des Europäischen Gerichtshofes und des Bundesarbeitsgerichtes, dass die Beschäftigten rechtlich als Leiharbeiterinnen zu betrachten sind, versuchte Nahles nach Ansprachen mit DRK-Präsident Rudolf Seiters eine Ausnahmegenehmigung durchzusetzen.
Auf Anregung von Nahles erhöhte die Große Koalition im Juni 2018 die staatliche Parteienfinanzierung von 165 Millionen Euro pro Jahr auf 190 Millionen Euro pro Jahr. Die Oppositionsparteien lehnten die Erhöhung ab und reichten eine Klage gegen sie ein.
Die Entscheidung von Nahles, die Historische Kommission der SPD aufzulösen, führte zu Kritik. Einen  Aufruf der Historikerin Christina Morina gegen die Auflösung zeichneten mehr als 1100 Historiker.
Nach den umstrittenen Äußerungen des Verfassungsschutzpräsidenten Hans-Georg Maaßen zu den Ausschreitungen in Chemnitz forderte Nahles zunächst dessen Entlassung, unterstützte wenige Tage später jedoch dessen Beförderung zum Staatssekretär im Bundesinnenministerium, wofür der dortige SPD-Staatssekretär Gunther Adler in den einstweiligen Ruhestand versetzt werden sollte. Nach öffentlicher Kritik beabsichtigten die Koalitionspartner, dass Maaßen ohne Beförderung Sonderberater im Bundesinnenministerium werden solle. Wegen eines weiteren Konflikts wurde Maaßen aber in den einstweiligen Ruhestand versetzt.
Auf Initiative von Nahles erhielten Luisa Boos aus Baden-Württemberg und Delara Burkhardt aus Schleswig-Holstein vordere Plätze auf der vom Bundesvorstand für die Delegiertenkonferenz vorgeschlagenen Kandidatenliste für die Europawahl 2019, obwohl Evelyne Gebhardt und Enrico Kreft von den Landesverbänden zu ihren Spitzenkandidaten gewählt wurden. Nahles wollte dadurch erreichen, dass mehr junge Frauen auf den aussichtsreichen Listenplätzen vertreten sind. Die Landesvorsitzenden Leni Breymaier und Ralf Stegner stimmten gegen den Listenvorschlag und kritisierten die Änderung. Boos tauschte daraufhin ihren Listenplatz 15 mit dem Listenplatz 25 von Gebhardt. Kreft erhielt den als aussichtslos geltenden Listenplatz 30.
Durch den Fraktionsaustritt von Marco Bülow verlor die SPD einen Sitz im Ausschuss für Wirtschaft und Energie. Die Fraktionsführung entschied, dass Florian Post, der als Kritiker von Nahles gilt, den Ausschuss verlassen müsse. Post, weitere SPD-Abgeordnete und die Medien bewerteten dies als eine Strafmaßnahme für dessen abweichende Meinungen. Post warf Nahles vor, dass sie bedingungslosen Gehorsam verlange und sich mit einer Funktionärs-Clique umgebe, die Kritiker kaltstelle.

## Auszeichnungen
Im August 2017 erhielt Nahles aus den Händen von Bayerns SPD-Landtagsfraktionschef Markus Rinderspacher den Wilhelm-Hoegner-Preis, die höchste Auszeichnung der Landtagsfraktion der BayernSPD.

## Veröffentlichungen
- zusammen mit Stephan Lessenich und Jürgen Peters: Den Sozialstaat neu denken. VSA-Verlag, Hamburg 2005, ISBN 978-3-89965-114-0.
- Frau, gläubig, links. Was mir wichtig ist. Pattloch Verlag, München 2009, ISBN 978-3-629-02239-4.
- Die Kamera sieht alles – Wie frau sich in Polit-Talkshows verhalten sollte. In: Sascha Michel, Heiko Girnth (Hrsg.): Polit-Talkshows – Bühnen der Macht. Ein Blick hinter die Kulissen. Bouvier, Bonn 2009, ISBN 978-3-416-03280-3, S. 174–176.
- Grußwort der Schirmherrin (der Tagung Von Sigurd bis Sickingen: Rittertugenden und Wertekanon von der Romantik bis zur Arbeiterbewegung. Bad Münster am Stein-Ebernburg, 12.–13. September 2009). In:  Der Sopha schön, und doch zum Lottern. Hrsg. v. Nikolaus Gatter unter Mitarbeit von Inge Brose-Müller und Sigrun Hopfensperger, Berliner Wissenschafts-Verlag, Berlin 2015 (Almanach der Varnhagen Gesellschaft e. V., Bd. 3), ISBN 978-3-8305-0579-2, S. 165–167.